# John Leipold
John Leipold est un compositeur américain né le 26 février 1888 dans le comté d'Ulster, New York (États-Unis), mort le 8 mars 1970 à Dallas (États-Unis).

## Filmographie

### Années 1920
- 1929 : Les Endiablées (The Wild Party) de Dorothy Arzner
- 1929 : La Chanson de Paris (Innocents of Paris) de Richard Wallace
- 1929 : La Danse de la vie (The Dance of Life) de John Cromwell et A. Edward Sutherland
- 1929 : La Cadette (The Saturday Night Kid) d'A. Edward Sutherland
- 1929 : Parade d'amour (The Love Parade) d'Ernst Lubitsch
- 1929 : Harmonie (Close Harmony) de John Cromwell et A. Edward Sutherland

### Années 1930
- 1930 : Sous le maquillage (Behind the Make-Up) de Robert Milton
- 1930 : Seven Days Leave
- 1930 : La Rue de la chance (Street of Chance) de John Cromwell
- 1930 : Le Roi des vagabonds (The Vagabond King)
- 1930 : Only the Brave
- 1930 : Young Eagles
- 1930 : The Devil's Holiday
- 1930 : L'Ennemi silencieux (The Silent Enemy) de Harry P. Carver
- 1930 : Monte-Carlo
- 1930 : The Spoilers
- 1930 : Tom Sawyer
- 1931 : The Gang Buster
- 1931 : L'Attaque de la caravane (Fighting Caravans)
- 1931 : Le Petit Café
- 1931 : The Conquering Horde (en)
- 1931 : Rango
- 1931 : Skippy
- 1931 : Ladies' Man
- 1931 : Gente alegre
- 1931 : Up Pops the Devil
- 1931 : Confessions of a Co-Ed (en)
- 1931 : The Magnificent Lie
- 1931 : Une Tragédie américaine (An American Tragedy)
- 1931 : Huckleberry Finn
- 1931 : Silence
- 1931 : Daughter of the Dragon
- 1931 : The Mad Parade
- 1931 : Monnaie de singe (Monkey Business)
- 1931 : The Road to Reno
- 1931 : Vingt-quatre Heures (24 Hours) de Marion Gering
- 1931 : Beloved Bachelor
- 1931 : La Folie des hommes (Rich Man's Folly)
- 1931 : Touchdown
- 1931 : The False Madonna
- 1931 : Husband's Holiday
- 1931 : Pénitencier de femmes (Ladies of the Big House)
- 1932 : This Reckless Age
- 1932 : Two Kinds of Women
- 1932 : Tomorrow and Tomorrow
- 1932 : Strangers in Love
- 1932 : Les Danseurs dans la nuit (Dancers in the Dark) de David Burton
- 1932 : Une heure près de toi (One Hour with You) de George Cukor et Ernst Lubitsch
- 1932 : The Broken Wing (en) de Lloyd Corrigan
- 1932 : Sky Bride
- 1932 : World and the Flesh
- 1932 : The Strange Case of Clara Deane
- 1932 : Sinners in the Sun
- 1932 : Forgotten Commandments
- 1932 : Merrily We Go to Hell
- 1932 : Le Revenant (The Man from Yesterday)
- 1932 : Make Me a Star
- 1932 : Folies olympiques (Million Dollar Legs)
- 1932 : Le Provocateur (Lady and Gent)
- 1932 : Madame Racketeer
- 1932 : Plumes de cheval (Horse Feathers)
- 1932 : Le Démon du sous-marin (Devil and the Deep)
- 1932 : Blonde Venus
- 1932 : The Night of June 13 de  Stephen Roberts
- 1932 : Le Président fantôme (The Phantom President)
- 1932 : Hot Saturday
- 1932 : Blanco, seigneur des prairies (Wild Horse Mesa) d'Henry Hathaway
- 1932 : Under-Cover Man
- 1932 : Si j'avais un million (If I Had a Million)
- 1933 : Princesse Nadia (Tonight Is Ours) de Stuart Walker
- 1933 : Lady Lou (She Done Him Wrong)
- 1933 : The Crime of the Century
- 1933 : Murders in the Zoo
- 1933 : He Learned About Women
- 1933 : A Lady's Profession (en)
- 1933 : Kaspa, fils de la brousse (King of the Jungle) de H. Bruce Humberstone
- 1933 : Pick-up
- 1933 : Terror Aboard
- 1933 : Monsieur Bébé (A Bedtime Story) de Norman Taurog
- 1933 : Song of the Eagle (en)
- 1933 : The Story of Temple Drake
- 1933 : L'Aigle et le Vautour (The Eagle and the Hawk)
- 1933 : Sunset Pass
- 1933 : International House
- 1933 : Jennie Gerhardt
- 1933 : Disgraced!
- 1933 : I Love That Man
- 1933 : La Lune à trois coins (Three-Cornered Moon) d'Elliott Nugent
- 1933 : One Sunday Afternoon de Stephen Roberts
- 1933 : El Príncipe gondolero
- 1933 : Ladies Must Love
- 1933 : Je ne suis pas un ange (I'm No Angel)
- 1933 : Le Fou des îles (White Woman)
- 1933 : Sérénade à trois (Design for Living)
- 1934 : Poker Party (Six of a Kind)
- 1934 : Four Frightened People
- 1934 : L'École de la beauté (Search for Beauty)
- 1934 : Bolero
- 1934 : La mort prend des vacances (Death Takes a Holiday)
- 1934 : Dollars et Whisky (You're Telling Me!) d'Erle C. Kenton
- 1934 : The Witching Hour
- 1934 : Thirty Day Princess (en)
- 1934 : Here Comes the Groom (en) d'Edward Sedgwick
- 1934 : La Parade du rire (film, 1934) (The Old Fashioned Way)
- 1934 : Une femme diabolique (The Notorious Sophie Lang) de Ralph Murphy
- 1934 : Elmer and Elsie
- 1934 : L'Impératrice rouge (The Scarlet Empress) de Josef von Sternberg
- 1934 : Wagon Wheels (en)
- 1934 : Ce n'est pas un péché (Belle of the Nineties)
- 1934 : Le Môme boule-de-gomme (The Lemon Drop Kid) de Sidney Lanfield
- 1934 : Mrs. Wiggs of the Cabbage Patch de Norman Taurog
- 1934 : Ready for Love (en)
- 1934 : Mystères de Londres (Limehouse Blues) d'Alexander Hall
- 1934 : Here Is My Heart
- 1935 : Qui ? (College Scandal) d'Elliott Nugent
- 1935 : Les Trois lanciers du Bengale (The Lives of a Bengal Lancer)
- 1935 : McFadden's Flats (en)
- 1935 : La Femme et le Pantin (The Devil Is a Woman)
- 1935 : Je veux être une lady (Goin' to Town) d'Alexander Hall
- 1935 : Paris in Spring
- 1935 : Brigade spéciale (Men Without Names), de Ralph Murphy
- 1935 : Les Croisades (The Crusades)
- 1935 : Soir de gloire (Annapolis Farewell) d'Alexander Hall
- 1935 : The Virginia Judge
- 1935 : It's a Great Life
- 1935 : Jeux de mains (Hands Across the Table)
- 1936 : Rose of the Rancho
- 1936 : Transatlantic Follies (Anything Goes) de Lewis Milestone
- 1936 : L'Espionne Elsa (Till We Meet Again) de Robert Florey
- 1936 : Désir (Desire)
- 1936 : Sky Parade
- 1936 : Forgotten Faces
- 1936 : Fatal Lady (en)
- 1936 : Une princesse à bord (The Princess Comes Across)
- 1936 : Corsaires de l'air (Border Flight) d'Otho Lovering
- 1936 : Poppy de A. Edward Sutherland
- 1936 : Spendthrift
- 1936 : A Son Comes Home (en)
- 1936 : Three Married Men
- 1936 : Bonne Blague (Wedding Present)
- 1936 : Rose Bowl (en)
- 1937 : When's Your Birthday?
- 1937 : Turn Off the Moon
- 1937 : Exclusive
- 1937 : Artistes et Modèles de Raoul Walsh
- 1937 : Âmes à la mer (Souls at Sea)
- 1937 : Double or Nothing (en)
- 1937 : Ange (Angel)
- 1937 : Blossoms on Broadway
- 1938 : Scandal Street (en)
- 1938 : Big Broadcast of 1938 (The Big Broodcast of 1938)
- 1938 : La Huitième Femme de Barbe-Bleue (Bluebeard's Eighth Wife)
- 1938 : Casier judiciaire (You and Me)
- 1938 : Spawn of the North
- 1938 : Campus Confessions
- 1938 : Touchdown, Army
- 1938 : The Arkansas Traveler
- 1938 : Illegal Traffic
- 1938 : Say It in French
- 1938 : The Frontiersmen (en) de Lesley Selander
- 1938 : Noix-de-Coco Bar (Cocoanut Grove) d'Alfred Santell
- 1938 : Tom Sawyer détective (Tom Sawyer, Detective) de Louis King
- 1939 : Disbarred
- 1939 : Boy Trouble
- 1939 : Persons in Hiding
- 1939 : Le Roi de Chinatown (King of Chinatown) de Nick Grinde
- 1939 : I'm from Missouri
- 1939 : Sudden Money
- 1939 : Le Cavalier de l'Arizona (Silver on the Sage)
- 1939 : Never Say Die
- 1939 : The Lady's from Kentucky
- 1939 : Union Pacific
- 1939 : Unmarried (en)
- 1939 : Undercover Doctor
- 1939 : Bulldog Drummond's Bride
- 1939 : Million Dollar Legs de Nick Grinde
- 1939 : Island of Lost Men
- 1939 : Our Leading Citizen
- 1939 : Death of a Champion
- 1939 : Le Gangster espion (Television Spy) d'Edward Dmytryk
- 1939 : Laurel et Hardy conscrits (The Flying Deuces)
- 1939 : Chirurgiens (Disputed Passage)
- 1939 : La Loi de la Pampa (en) (Law of the Pampas)
- 1939 : Geronimo le peau rouge (en) (Geronimo)
- 1939 : Deuxième à gauche (All Women Have Secrets)

### Années 1940
- 1940 : Police-secours (Emergency Squad)
- 1940 : Santa Fe Marshal (en)
- 1940 : Seventeen de Louis King
- 1940 : The Showdown (en) d'Howard Bretherton
- 1940 : La Femme aux brillants (Adventure in Diamonds)
- 1940 : Parole Fixer (en)
- 1940 : Buck Benny Rides Again (en)
- 1940 : Opened by Mistake
- 1940 : Les Bas-fonds de Chicago (Queen of the Mob) de James Patrick Hogan
- 1940 : Stagecoach War
- 1940 : Gouverneur malgré lui (The Great McGinty)
- 1940 : Cherokee Strip
- 1940 : Le Gros Lot (Christmas in July)
- 1940 : Knights of the Range
- 1940 : The Fargo Kid (en) d'Edward Killy
- 1940 : The Texas Rangers Ride Again
- 1941 : L'Aventure en Eldorado (Doomed Caravan)
- 1941 : Un cœur pris au piège (The Lady Eve)
- 1941 : The Roundup
- 1941 : Pirates à cheval (Pirates on Horseback)
- 1941 : West Point Widow
- 1941 : The Parson of Panamint (en) de William C. McGann
- 1941 : Gardez vos larmes (Stick to Your Guns)
- 1941 : Riders of the Timberlane
- 1941 : Twilight on the Trail (en)
- 1941 : Outlaws of the Desert (en)
- 1941 : Secret of the Wastelands
- 1941 : The Night of January 16th de William Clemens
- 1942 : Cadets on Parade
- 1942 : Ferme ta grande gueule! (en) (Shut My Big Mouth) de Charles Barton
- 1942 : Les aventures de Martin Eden (en) (The Adventures of Martin Eden) de Sidney Salkow
- 1942 : Two Yanks in Trinidad
- 1942 : Blondie's Blessed Event
- 1942 : Hello, Annapolis
- 1942 : Not a Ladies' Man
- 1942 : Parachute Nurse (en)
- 1942 : Blondie for Victory
- 1942 : A Man's World
- 1942 : The Spirit of Stanford
- 1942 : The Daring Young Man
- 1942 : Le Château des loufoques (The Boogie Man Will Get You) de Lew Landers
- 1942 : Stand by All Networks
- 1942 : Robin des Bois cow-boy (Red River Robin Hood) de Lesley Selander
- 1942 : Le commando frappe à l'aube (Commandos Strike at Dawn) de John Farrow
- 1943 : The Nazis Strike
- 1943 : Reveille with Beverly
- 1943 : En bordée à Broadway (Something to Shout About) de Gregory Ratoff
- 1943 : Les Desperados (The Desperadoes)
- 1943 : Good Luck, Mr. Yates (en)
- 1943 : First Comes Courage
- 1943 : Le Cavalier du Kansas (The Kansan)
- 1943 : Mardi Gras (en)
- 1943 : Doughboys in Ireland
- 1943 : My Kingdom for a Cook (en) de Richard Wallace
- 1943 : Is Everybody Happy? (en)
- 1943 : The Heat's On
- 1943 : There's Something About a Soldier (en)
- 1943 : What a Woman!
- 1944 : Beautiful But Broke (en)
- 1944 : Crime au pensionnat (Nine Girls) de Leigh Jason
- 1944 : Sésame ouvre-toi ! (Girl in the Case) de William Berke
- 1944 : Henry Aldrich's Little Secret
- 1944 : Les Pillards de l'Arizona (Forty Thieves) de Lesley Selander
- 1944 : Abroad with Two Yanks
- 1944 : National Barn Dance
- 1945 : La Blonde incendiaire (Incendiary Blonde)
- 1946 : Partners in Time
- 1947 : King of the Wild Horses (en) de George Archainbaud
- 1947 : Bulldog Drummond at Bay
- 1949 : Massacre River
- 1949 : Le Grand Départ (The Big Wheel)

### Années 1950
- 1950 : The Traveling Saleswoman (en)
- 1950 : The Palomino
- 1950 : Beware of Blondie
- 1951 : Gene Autry and The Mounties (en) de John English
- 1951 : Whirlwind (en) de John English
- 1951 : Cyclone sur le rail (Roar of the Iron Horse, Rail-Blazer of the Apache Trail) de Spencer Gordon Bennet et Thomas Carr
- 1952 : La Revanche d'Ali Baba (Thief of Damascus)
- 1953 : Siren of Bagdad